# ساكن بيبوسينوف
ساكن بيبوسينوف مواليد 30 يناير 1992، هو ملاكم محترف كازاخستاني.

## إحصائيات
خاض خلال مسيرته 19 نزالا، فاز في 14 ولم يتعادل وخسر في 5 نزالات.

## روابط خارجية
- ساكن بيبوسينوف على موقع بوكس ريك (الإنجليزية) (registration required)
- ساكن بيبوسينوف على موقع اللجنة الأولمبية الدولية (الإنجليزية)
- ساكن بيبوسينوف على موقع أوليمبيديا (الإنجليزية)
- ساكن بيبوسينوف على موقع اللجنة الأولمبية الكازاخستانية (الكازاخستانية)